# Schiereiland van Balboa

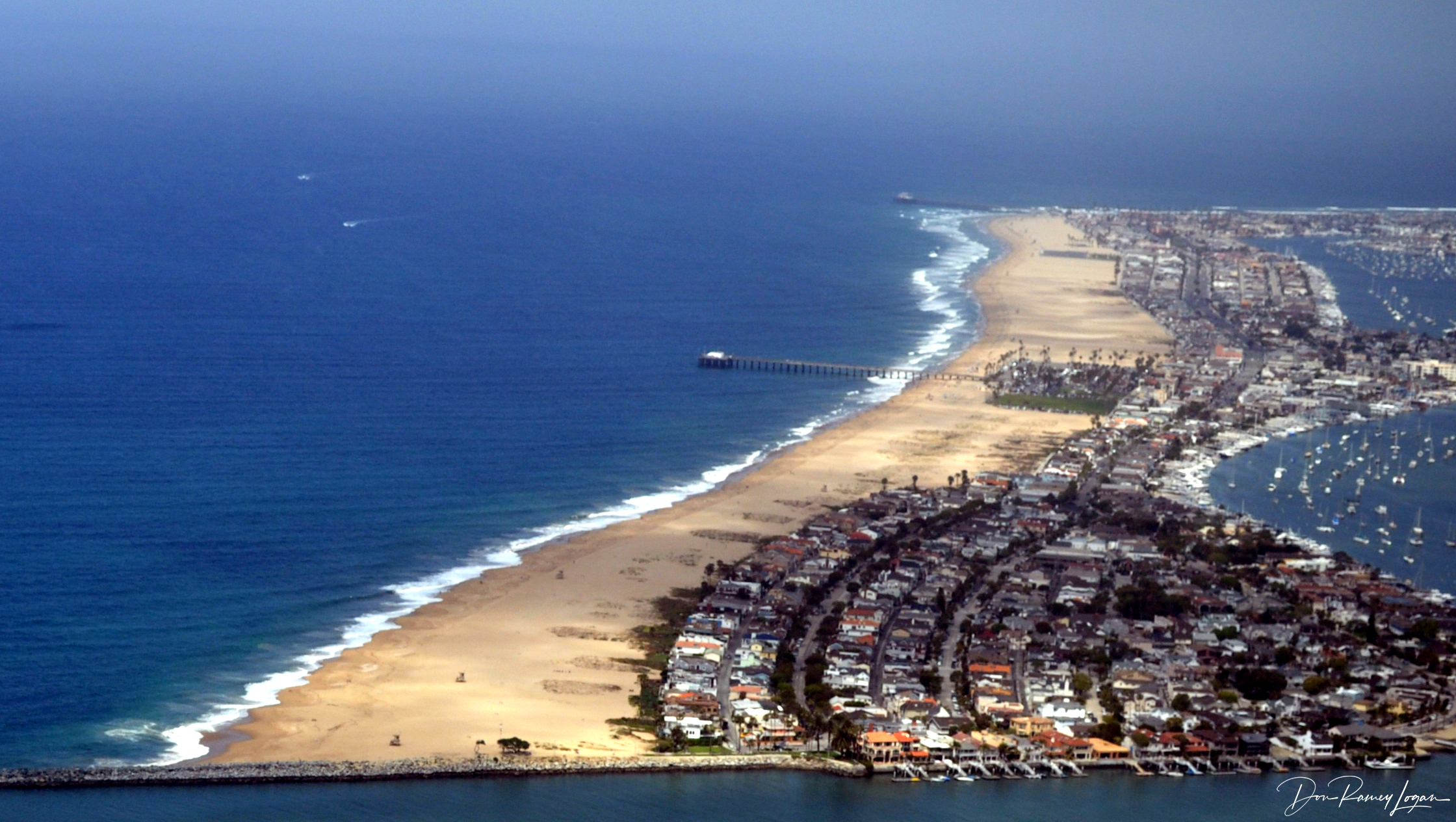
Schiereiland van Balboa gezien vanaf het zuidoosten

Het Schiereiland van Balboa (Engels: Balboa Peninsula, vaak Balboa of The Peninsula genoemd) is een smal schiereiland en een buurt in de kuststad Newport Beach, gelegen in Orange County in het zuiden van de Amerikaanse staat Californië.
De plaats is vernoemd naar de Spaanse ontdekkingsreiziger Vasco Núñez de Balboa. Het schiereiland is aan het vasteland verbonden ter hoogte van de kruising van de Pacific Coast Highway (Highway 1) met Balboa Boulevard en strekt zich uit in het verlengde van de kustlijn in zuidoostelijke richting. Balboa Peninsula is ongeveer zes kilometer lang en ligt als een havenhoofd voor de haven van Newport en de eilanden van Newport Beach.